# كره اي (إيران)
كره‌اي (بالفارسية: کره‌ای) هي منطقة سكنية تقع في إيران في Sarchehan District. يقدر عدد سكانها بـ 3,158 نسمة .